# Збірна Мозамбіку з футболу
Збірна Мозамбіку з футболу (португальською: equipa nacional de futebol de Moçambique) або знана як Os Mambas — національна футбольна збірна, яка представляє Мозамбік у міжнародних турнірах з футболу й контролюється Мозамбіцькою федерацією футболу. У 1986, 1996, 1998 і 2010 роках збірна Мозамбіку змогла пробитися у фінальний турнір Кубка африканських націй, де не проходила далі групового турніру.
Історія Мозамбіку тісно пов'язана з колишньою метрополією — Португалією. Один з найвидатніших португальських футболістів Ейсебіо є уродженцем Мозамбіку. Також у Мозамбіку народилися відомий тренер Карлуш Кейрош і футболіст збірної Португалії Абел Шав'єр. Станом на 3 квітня 2025 посідає 96-e місце у рейтингу футбольних збірних світу.

## Історія

### Ранні роки
Збірна Мозамбіку зіграла свій перший матч у 1977 році, проти Танзанії, та програла з рахунком 2:1.
Мозамбік уперше кваліфікувався до Кубка африканських націй, який мав проходити в Єгипті в 1986 році, перегравши у кваліфікаційному раунді Маврикій з рахунком 3:0. У першому кваліфікаційному раунді Мозамбік зустрівся з Малаві, за підсумками обох матчів була нічия, тож усе вирішилося в серії післяматчевих пенальті, в якій перемогу святкувала збірна Мозамбіку з рахунком 6:5. У другому раунді кваліфікації Мозамбік зустрівся з Лівією та програв перший матч з рахунком 1:2. У матчі-відповіді Мозамбік здобув перемогу з рахунком 2:1, тому доля виходу до фінального етапу КАФ вирішувалася в серії післяматчевих пенальті, яка завершилася з рахунком 4:3 на користь Мозамбіку.
Таким чином, збірна потрапила в групу А, де її прямими конкурентами були Сенегал, Кот-д'Івуар та господарі єгиптяни. Мозамбік у цій групі програв усі три поєдинки з рахунком 0:3, 0:2 та 0:2 відповідно, при цьому мозамбікці не забили жодного м'яча у ворота суперників. Єгипет виграв цей домашній Кубок.

### Участь у КАФ 1996 та 1998 роках
Мозамбіку довелося чекати 10 років, щоб поборотися за другий Кубок африканських націй, оскільки вони кваліфікувалися для участі в турнірі 1996 року, який проходив у Південній Африці. Мозамбікці виступали в групі D разом з Кот-д'Івуаром, Ганою та Тунісом. Мозамбік зіграв свою першу гру проти Тунісу в місті Порт-Елізабет з рахунком 1:1, у тому матчі Тіку-Тіку забив уже на 4-й хвилині поєдинку. Наступні два матчі Мозамбік програв спочатку з рахунком 0:1 Кот-д'Івуару, а потім і Гані з рахунком 0:2, тим самим Мозамбік завершив свої виступи на турнірі.
Два роки по тому Мозамбік здобув право втретє зіграти на Кубку африканських націй, який цього разу відбувався в Буркіна-Фасо. Вони знову потрапили в групу D, цього разу суперниками збірної були Марокко, Єгипет та Замбія. Мозамбік програв свою першу гру майбутнім переможцям турніру Єгипту з рахунком 0:2, в цьому матчі двічі за єгиптян відзначився Хоссам Хассан. У своєму другому матчі знову програв, цього разу Марокко з рахунком 0:3, тому Мозамбік фактично дочасно припиняв боротьбу на турнірі. У своїй останній грі проти Замбії, яка фактично вже не мала турнірного значення, зіграв з рахунком 1:1, а також забив свій перший і останній м'яч на цьому турнірі.

### Участь у КАФ у 2010роках
Після 12-річної відсутності в Кубку африканських націй з футболу Мозамбік потрапив до групи С разом з Єгиптом, Нігерією та Беніном. У своєму першому матчі мозамбікці зіграли в Бенгелі з Беніном з рахунком 2:2, після того як рахунок 2:0 забезпечили забиті м'ячі Міру та Фуму. Потім програли з рахунком 0:2 майбутнім переможцям турніру збірній Єгипту та Нігерії з рахунком 0:3, тим самим припинили свої виступи на турнірі. По завершенні турніру найкращий бомбардир команди за всю її історію та її незмінний капітан Тіку-Тіку завершив міжнародну кар'єру гравця.
Мозамбік потрапив у групу С в Кубку африканських націй 2012, де виступав разом з Лівією, Замбією та Коморськими островами. Після нульової нічиєї зі збірною Лівії мозамбікці розвинули успіх виїзною перемогою над Коморськими островами з рахунком 1:0. Але дві поспіль поразки з рахунком 0:2 (вдома) та 0:3 від прямих конкурентів у боротьбі за вихід до наступної стадії збірної Замбії поховали всі надії «Чорних Мамб» на продовження турнірної боротьби. Останні шанси Мозамбік втратив після виїзної поразки від Лівії з рахунком 0:1. Перемога з рахунком 3:0 над Коморськими островами вже не мала турнірного значення, але принесла моральне задоволення гравцям і тренерському штабу.
У розіграші Кубка африканських націй 2013 року Мозамбік зустрівся з Танзанією в першому кваліфікаційному раунді. Після рахунку 2:2 за сумою двох матчів мозамбікці перемогли Танзанію з рахунком 7:6 у серії післяматчевих пенальті, оговтавшись від перших двох нереалізованих пенальті. Після цієї перемоги Мозамбік мав потрапити до другого кошика, в якому знаходилися команди, що посідали в рейтингу місця з 16-го по 30-те.

### Участь збірної Мозамбіку в чемпіонатах світу
Мозамбік розпочав виступи в кваліфікації до чемпіонату світу з футболу в 2010 з другого раунду, та потрапив до групи 7 разом з Ботсваною, Мадагаскаром та африканських футбольним грандом Кот-д'Івуаром. У кваліфікації збірна стартувала жахливо, поступившись Кот-д'Івуару та мінімально Ботсвані з рахунком 0:1 та 1:2, а також зіграла внічию 1:1 з Мадагаскаром. Мозамбік потім розгромив Мадагаскар з рахунком 3:0 в Антананаріву, в цьому матчі забили м'ячі Тіку-Тіку, Карлітуш і Домінґеш, зіграв внічию 1:1 з Кот-д'Івуаром і переміг у Габороне Ботсвану з рахунком 1:0, щоб претендувати на вихід до третього раунду.
Мозамбік був однією з команд, які мали найнижчий рейтинг серед сіяних збірних у третьому раунді, а тому потрапив до групи B разом з Нігерією, Тунісом та Кенією. Після нульової нічиєї з грандом африканського футболу збірною Нігерії в Мапуту Мозамбік програв Тунісу й Кенії з рахунками 0:2 і 1:2 відповідно, що погіршило його шанси пробитися на свій перший чемпіонат світу з футболу. У наступній грі мозамбікці перемогли Кенію з рахунком 1:0 завдяки переможному голу Тіку-Тіку, але потім програли в Нігерії та втратили шанси перемогти в групі. В останньому матчі Мозамбік переграв Туніс з рахунком 1:0, ця поразка завадила Тунісу перемогти в групі. Незважаючи на те, що вони не кваліфікувалися на чемпіонат світу відразу, вони все ж потрапили на Кубок африканських націй, який проходив 2010 року в Анголі.
Мозамбік розпочав виступи в кваліфікації до ЧС 2014 в КАФ у першому раунді. Після жеребкування (перебував у першому кошику) поборовся з Коморськими островами й переміг в обох матчах: у першому — 1:0, а в домашньому — 4:1. У другому раунді Мозамбік, посіяний у четвертому кошику, потрапив до групи G, де його суперниками були потужна збірна Єгипту, сусід з Південної Африки Зімбабве та представник Західної Африки Гвінея. Мозамбікці розпочали відбіркову кампанію в своїй групі з поразки 0:2 від фаворита групи — збірної Єгипту, перш ніж повернутися додому вони зіграли 0:0 із Зімбабве. Потім у матчі з Гвінеєю Мозамбік ганебно програв у матчі-відповіді з рахунком 1:6, ця поразка позбавила його шансів вийти у фінальну стадію турніру.

## Чемпіонат світу
| Рік            | Раунд                   | Місце                   | І                       | В                       | Н                       | П                       | ЗМ                      | ПМ                      |
| -------------- | ----------------------- | ----------------------- | ----------------------- | ----------------------- | ----------------------- | ----------------------- | ----------------------- | ----------------------- |
| З 1930 по 1978 | не брав участі          | не брав участі          | не брав участі          | не брав участі          | не брав участі          | не брав участі          | не брав участі          | не брав участі          |
| Іспанія 1982   | не пройшов кваліфікацію | не пройшов кваліфікацію | не пройшов кваліфікацію | не пройшов кваліфікацію | не пройшов кваліфікацію | не пройшов кваліфікацію | не пройшов кваліфікацію | не пройшов кваліфікацію |
| Мексика 1986   | не брав участі          | не брав участі          | не брав участі          | не брав участі          | не брав участі          | не брав участі          | не брав участі          | не брав участі          |
| Італія 1990    | Відхилено заявку        | Відхилено заявку        | Відхилено заявку        | Відхилено заявку        | Відхилено заявку        | Відхилено заявку        | Відхилено заявку        | Відхилено заявку        |
| 1994 — 2022    | не пройшов кваліфікацію | не пройшов кваліфікацію | не пройшов кваліфікацію | не пройшов кваліфікацію | не пройшов кваліфікацію | не пройшов кваліфікацію | не пройшов кваліфікацію | не пройшов кваліфікацію |
| Всього         |                         | 0/22                    |                         |                         |                         |                         |                         |                         |

## Кубок Африки
| 1957 | не брав участі | 1976 | не брав участі          | 1994 | не пройшов кваліфікацію | 2012 | не пройшов кваліфікацію |
| 1959 | не брав участі | 1978 | не брав участі          | 1996 | Раунд 1                 | 2013 | не пройшов кваліфікацію |
| 1962 | не брав участі | 1980 | не брав участі          | 1998 | Раунд 1                 | 2015 | не пройшов кваліфікацію |
| 1963 | не брав участі | 1982 | не пройшов кваліфікацію | 2000 | не пройшов кваліфікацію | 2017 | не пройшов кваліфікацію |
| 1965 | не брав участі | 1984 | не пройшов кваліфікацію | 2002 | не пройшов кваліфікацію | 2019 | не пройшов кваліфікацію |
| 1968 | не брав участі | 1986 | Раунд 1                 | 2004 | не пройшов кваліфікацію | 2021 | не пройшов кваліфікацію |
| 1970 | не брав участі | 1988 | не пройшов кваліфікацію | 2006 | не пройшов кваліфікацію |      |                         |
| 1972 | не брав участі | 1990 | не пройшов кваліфікацію | 2008 | не пройшов кваліфікацію |      |                         |
| 1974 | не брав участі | 1992 | не пройшов кваліфікацію | 2010 | Раунд 1                 |      |                         |

## Відомі футболісти
- Нелінью